# Андерсон, Кевин (климатолог)
Кевин Андерсон (род. 28 июня 1962 г.) — британский климатолог.

## Биография
Кевин Андерсон — профессор по энергетике и климатическим изменениям на факультете механики, аэрокосмического и гражданского строительства Манчестерского университета и кафедры в Школе наук об окружающей среде Университета Восточной Англии. Кевин Андерсон также является профессором в Уппсальском университете и в данный момент-- неисполнительный директор Greenstone Carbon Management. Бывший директор Тиндальского исследовательского центра изменений климата. Его исследовательские работы публикуются в таких журналах как «Наука», «Природа», «Природные геонауки», «Климатическая политика» и «Royal Society journals». Его интересы направлены на работу всех уровней правительства: начиная от предоставления отчетов по количеству выбросов, связанных с авиацией в Парламент ЕС, консультация офиса Премьер-министра по вопросам торговли квотами на выброс углекислого газа, заканчивая разработками британского Закона об изменении климата. Имеет десятилетний опыт в нефтехимической промышленности. Совместно со своей коллегой Элис Ларкин работал над углеродными бюджетами. Впоследствии это повлияло на выявление нарастающей пропасти между политической риторикой об изменении климата и реальной ситуацией быстро растущих выбросов. Его работы подчеркивают, что на данный момент есть лишь небольшой шанс на поддержание температуры ниже 2С. Кроме того, Кевин утверждает, что удержать температуру в пределах не выше 4С потребует радикальных перестроек в повестке дня в области климатических изменений, а также экономической составляющей общества.

## Публикации, исследования и проекты
Одна из первых публикаций проф. Андерсона была выпущена в 1993 г. «Perspectives on the Environment: Research and Action for the 1990s». В 2003 году выходит его публикация, посвященная политике устойчивого развития и авиации: «Sustainability and Aviation Policy: Theory and Strategy». Остальные работы предоставлены в личной веб-странице Кевина Андерсона.
Исследовательские интересы и деятельность:
- климатические изменения;
- энергетика.

Ранние проекты представлены на личном веб-сайте.
Недавние проекты:
- GCRF: DAMS 2.0: Design and assessment of resilient and sustainable interventions in water-energy-food-environment Mega-Systems (01.10.2017-- 31.12.2021). Настоящий проект, в котором принимает участие Кевин Андерсон, планирует внести вклад в экономические и социальные изменения, которые лежат в основе целей устойчивого развития. Данный проект был основан на проблеме строительства плотин. Исходя из прошлого опыта, был сделан вывод, что плохо спроектированные проекты плотин могут нанести серьёзный ущерб для бедных слоев населения и усугубить политическую нестабильность и состояние окружающей среды. В связи с данным положением, проектное предложение направлено на создание базы знаний, потенциала и возможностей для улучшения будущего, где построенные плотины в странах-участниц КСР проектируются и эксплуатируются с целью поддержки устойчивого глобального, национального и регионального развития в мире с температурой 2,0 градуса Цельсия. Результат будет достигнут за счет понимания и оценки дамб как взаимосвязанных системных воздействий, затрагивающие деятельность человека (водную-энергетическую-продовольственную-экологическую) и предоставления заинтересованным сторонам вести переговоры об экономических, социальных, политических и экологических последствиях.[7][8]
- RACER — Rapid Acceleration of Car Emission Reductions (01.11.2017-- 30.04.2019);[9]
- LOW CARBON SHIPPING 2 : «Shipping in Changing Climates» (01.11.2013-- 15.09.2017).[10]